# 托爾諾湖

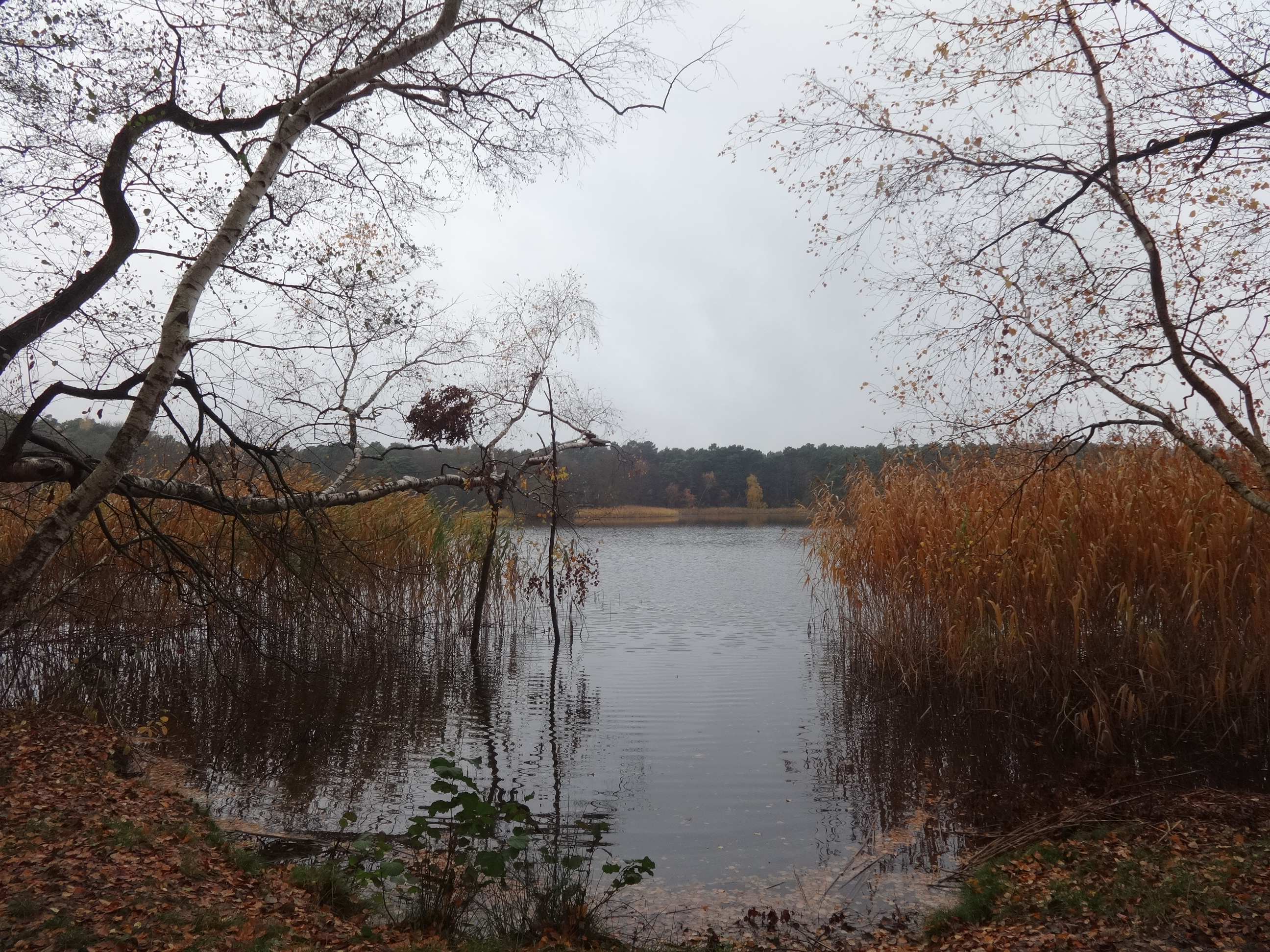

52°06′49″N 13°36′46″E / 52.113712°N 13.612833°E
托爾諾湖（德語：Tornower See），是德國的湖泊，位於該國西南部，由勃蘭登堡州負責管轄，處於達默-施普雷瓦爾德縣，長0.9公里、寬0.9公里，面積0.36平方公里，湖岸線長度3.9公里。